# Back to the Future Live
Back to the Future Live è il terzo album dal vivo della cantante italiana Elisa, pubblicato in tre volumi dal 16 settembre al 25 novembre 2022.

## Antefatti
Il 18 febbraio 2022 Elisa pubblica l'undicesimo album in studio Ritorno al futuro/Back to the Future e, contestualmente, viene annunciato che l'artista avrebbe ricoperto il ruolo di direttrice artistica dell'Heroes Festival di Verona. Tra il 27 e il 30 maggio 2022 il festival si è tenuto presso l'Antica Dogana di Terra e di Fiume di Verona, allestite come un green-village per sensibilizzare sui temi ambientali e a favore delle politiche eco-sostenibili. Il festival è proseguito il 28, 30 e 31 maggio 2022, date in cui Elisa si è esibita in tre concerti all'Arena di Verona, venendo raggiunta sul palco dai colleghi Elodie, Giorgia, Rkomi, Jovanotti, Marracash, Mace e Franco126. Successivamente, dal 28 giugno al 24 settembre 2022, Elisa si esibisce in trenta concerti del Back to the Future Live Tour.

## Descrizione
Il progetto discografico è suddiviso in tre CD, ognuno con canzoni eseguite dal vivo nel corso dei tre concerti presso l'Arena di Verona. Inoltre ognuno dei tre dischi contiene una traccia inedita. Il primo disco è stato presentato in anteprima nel corso dei tre concerti dell'artista presso il Castello Sforzesco a Milano, con un numero limitato di duemila copie fisiche. Il 5 ottobre 2022 annuncia la pubblicazione del secondo volume, previsto per il 21 ottobre successivo. Il terzo volume viene annunciato il 16 novembre, con data di pubblicazione per 25 novembre successivo.

### Part I
Nella prima parte sono inserite sia la collaborazione Luglio, cantata con Elodie, Giorgia e Roshelle, che Vertigine e Bagno a mezzanotte, scritte e prodotte da Elisa per la cantante Elodie, eseguite assieme dalle due cantanti nel corso del concerto. Nell'album è inoltre presente un brano inedito, intitolato Silent Song.

### Part II
Nel secondo volume sono presenti due collaborazioni eseguite live con il rapper Rkomi: Blu Part II, estratto dall'album Diari aperti (segreti svelati) del 2019, e Quello che manca, singolo promozionale di Ritorno al futuro/Back to the Future. Nel disco sono inoltre presenti otto tracce provenienti da precedenti progetti discografici della cantante, oltre che un interludio musicale Strings Interlude e un brano inedito, intitolato Set the Tone.

### Part III
Nel terzo volume sono presenti quattro duetti: l'esecuzione live della collaborazione Neon - Le ali con Marracash, estratto dall'album Persona del rapper, e la versione live di con i relativi produttori e autori Franco126 per Chi lo sa, e di Venerus e Mace per Quando arriva la notte. Quest'ultimi hanno prodotto il terzo brano inedito dell'album, intitolato Tienimi con te. Il significato dell'inedito è stato raccontato dalla stessa cantante:
(Elisa Toffoli)

## Accoglienza
Manuel Santangelo di Sky TG24 descrive la cantante «pirandellianamente una nessuna e centomila ma che poi ha una sua coerenza artistica, in grado di emergere a pieno» tra canzoni provenienti da progetti discografici distanti fra loro, musicalmente e temporalmente, i quali «dal vivo acquistano una nuova veste». Il giornalista si sofferma sugli inediti presenti nel volumi: per quanto concerne Silent Song, Santangelo la descrive come una ballad «intima» in cui la vocalità della cantante «svettava» su di un «arrangiamento volutamente scarno e delicato». Il giornalista descrive invece Set the Tone dal «sound che sembra uscito a cavallo tra gli anni Ottanta e Novanta» con richiami a Michael Jackson, ritenendo che «in un periodo in cui i confini tra i generi sono così fluidi è difficile credere che tanta libertà possa rivelarsi un errore».
Gabriele Fazio dell'Agenzia Giornalistica Italia analizza gli inediti pubblicati nei tre album, definendo il primo singolo, Silent Song, una «struggente litania» rimanendo piacevolmente colpito dalla produzione e dagli strumenti musicali a supporto della voce dell'artista. Fazio resta meno impressionato da Set the Tone, definendolo «niente di memorabile», sebbene ne apprezzi la produzione e musicalità «da vaga dancehall anni ’80, con quello stile plastificato, quegli accennati funky nelle chitarre», trovando tuttavia il ritornello ripetitivo. Nella recensione del 28 novembre 2022, il giornalista definisce il terzo inedito Tienimi con te «delicato, atmosferico, confezionato con grazia».

## Tracce
Testi e musiche di Elisa Toffoli, eccetto dove indicato. Crediti riportati sul sito della SIAE.

### Part I
1. Intro (Let Me) – 2:42 (testo: Jessica Allison Childress, Elisa Toffoli)
2. Show's Rollin' – 3:51
3. A tempo perso – 3:49 (musica: Elisa Toffoli, Andrea Ferrara)
4. Seta – 3:50 (testo: Davide Petrella – musica: Dario Faini, Elisa Toffoli)
5. Palla al centro (feat. Jovanotti) – 3:59 (musica: Dario Faini, Elisa Toffoli, Vanni Casagrande)
6. L'anima vola – 4:16
7. Come sei veramente – 3:58 (testo: Davide Petrella, Elisa Toffoli – musica: Elisa Toffoli, Andrea Rigonat, William Medini)
8. Vertigine (feat. Elodie) – 3:37 (testo: Davide Petrella – musica: Elisa Toffoli, Dario Faini)
9. Bagno a mezzanotte (feat. Elodie) – 2:56 (musica: Elisa Toffoli, Alessandro Pulga, Stefano Tognini)
10. Luglio (feat. Elodie, Giorgia e Roshelle) – 3:41 (testo: Davide Petrella, Elisa Toffoli)
11. Litoranea – 4:30 (testo: Edoardo D'Erme, Davide Petrella – musica: Edoardo D'Erme, Gaetano Scognamiglio, Davide Petrella)
12. Silent Song – 3:56 (testo: Grant Black – musica: Giovanni Caccamo, Simone Giuliani)

Durata totale: 45:05

### Part II
1. Labyrinth – 5:33 (testo: Elisa Toffoli, Catherine Marie Warner)
2. Rainbow – 5:22
3. Heaven Out of Hell – 5:56 (musica: Elisa Toffoli, Corrado Rustici)
4. Come te nessuno mai – 4:52 (Elisa Toffoli, Davide Petrella)
5. Ordinary Day – 3:53 (testo: Jessica Allison Childress, Elisa Toffoli)
6. Eppure sentire (un senso di te) – 3:47 (musica: Paolo Buonvino)
7. Anche fragile – 3:11
8. Gli ostacoli del cuore – 4:32 (Luciano Ligabue)
9. Blu Part II (feat. Rkomi) – 3:51 (testo: Elisa Toffoli, Mirko Manuele Martorana,  Alessandro Raina – musica: Elisa Toffoli, Paolo Alberto Monachetti, Fabio Garzia, Pablo Miguel Lombroni Capalbo)
10. Quello che manca (feat. Rkomi) – 3:46 (testo: Elisa Toffoli, Mirko Manuele Martorana – musica: Elisa Toffoli, Andrea Ferrara, Mirko Manuele Martorana)
11. Strings Interlude – 2:21 (musica: Elisa Toffoli, Will Medini)
12. O forse sei tu – 3:55 (testo: Davide Petrella, Elisa Toffoli)
13. Luce (tramonti a nord est) – 4:28 (testo: Elisa Toffoli, Adelmo Fornaciari)
14. Set the Tone – 3:36

Durata totale: 59:03

### Part III
1. I Feel It in the Earth – 3:19 (testo: Jessica Allison Childress, Elisa Toffoli)
2. Drink to Me – 2:50
3. Neon - Le ali (feat. Marracash) – 3:39 (testo: Fabio Rizzo, Davide Petrella – musica: Elisa Toffoli, Alessandro Francesco Merli, Fabio Clemente)
4. Fire – 4:20
5. Broken – 4:25
6. Chi lo sa (feat. Franco126) – 3:49 (testo: Elisa Toffoli, Federico Bertollini – musica: Alessandro Francesco Merli, Fabio Clemente, Elisa Toffoli, Federico Bertollini)
7. Quando arriva la notte (feat. Venerus e Mace) – 7:45 (musica: Elisa Toffoli, Andrea Venerus, Simone Benussi)
8. Stay – 4:21
9. No Hero – 4:18 (testo: Elisa Toffoli, Allan Rich, Jud Joseph Friedman)
10. Fuckin' Believers – 2:53
11. Together – 8:05
12. Cure Me – 4:10 (musica: Elisa Toffoli, Christian Rigano, Andrea Fontana, Carlo Bonazza, Massimiliano Gelsi, Andrea Rigonat)
13. A modo tuo – 5:35 (Luciano Ligabue)
14. Tienimi con te – 4:33

Durata totale: 64:02

## Classifiche

### Part I
| Classifica (2022) | Posizione massima |
| ----------------- | ----------------- |
| Italia            | 10                |

### Part II
| Classifica (2022) | Posizione massima |
| ----------------- | ----------------- |
| Italia            | 12                |

### Part III
| Classifica (2022) | Posizione massima |
| ----------------- | ----------------- |
| Italia            | 25                |

## Date di pubblicazione
| Volume   | Data di pubblicazione | Formato                          |
| -------- | --------------------- | -------------------------------- |
| Part I   | 16 settembre 2022     | CD, download digitale, streaming |
| Part II  | 21 ottobre 2022       | CD, download digitale, streaming |
| Part III | 25 novembre 2022      | CD, download digitale, streaming |